# 中国地震局机关服务中心
中国地震局机关服务中心，加挂中国地震局机关服务局牌子，是中国地震局的直属事业单位。该中心负责承担局机关应急工作场所管理、财务监督及交通、通信、安全保卫、饮食和住宿等机关事务和后勤保障任务。

## 历史
1971年8月2日，中华人民共和国国务院经审议决定，调整中国科学院机构设置，将原属该院的各地震研究部门予以划转，新设立国家地震局，作为副部级国务院直属事业单位，领导全国地震工作，开展地震监测预报、应急救援和科学研究工作，国家地震局设置机关服务局。
1999年，国务院办公厅在其印发的中国地震局三定方案中，决定将国家地震局改组为“中国地震局”，中国地震局设置机关服务中心（机关服务局）。

## 争议
在财政年度预算中，中国地震局用于人员经费和日常公用经费的基本支出占比超过五成，数额大于地震业务项目预算。有媒体引述中国政法大学法学院副院长何兵教授的观点批评指，“中国地震局表面上虽是事业单位，但实际上已行政化，导致大量资源被用于行政而不是地震监测预报事务”。亦有媒体质疑监测支出过少，认为这样的经费安排难以给百姓带来防震“安全感”，指出地震局应更突出研究色彩。全国人大代表朱列玉甚至认为，地震局缺乏存在的必要性，应当裁撤。他指出中国应参考日本气象厅地震火山部和美国地质调查局的机构设置，将地震部门并入其他职能部门，以节约预算经费。
2011年，中国地震局宣布将增加当年财政预算，并提高用于地震事务支出的比例，将地震事务支出比例提高到总预算的60%以上，以更好提升国民防震减灾素质。但旋即有媒体对此提出质疑，指“恶意乱花纳税人的钱是很多职能部门的通病”。并认为在预测地震的不确定因素太多、科技水平太落后的前提下，“用于预测的预算再多也没用”。